# Луцій Атілій (квестор 216 року до н. е.)
Луцій Атілій (лат. Lucius Atilius; ? — 2 серпня 216 до н. е., Канни) — військовий діяч Римської республіки, квестор 216 року до н. е.

## Біографічні відомості
Був представником плебейського роду Атіліїв. Про нього збереглося мало відомостей. У 216 році до н. е. був квестором в одного з тодішніх консулів під час Другої Пунічної війни. Загинув у битві при Каннах 2 серпня 216 року до н. е., коли Ганнібал завдав дошкульної поразки римському війську, у якому загинуло близько 50 тисяч вояків.